# 击中时

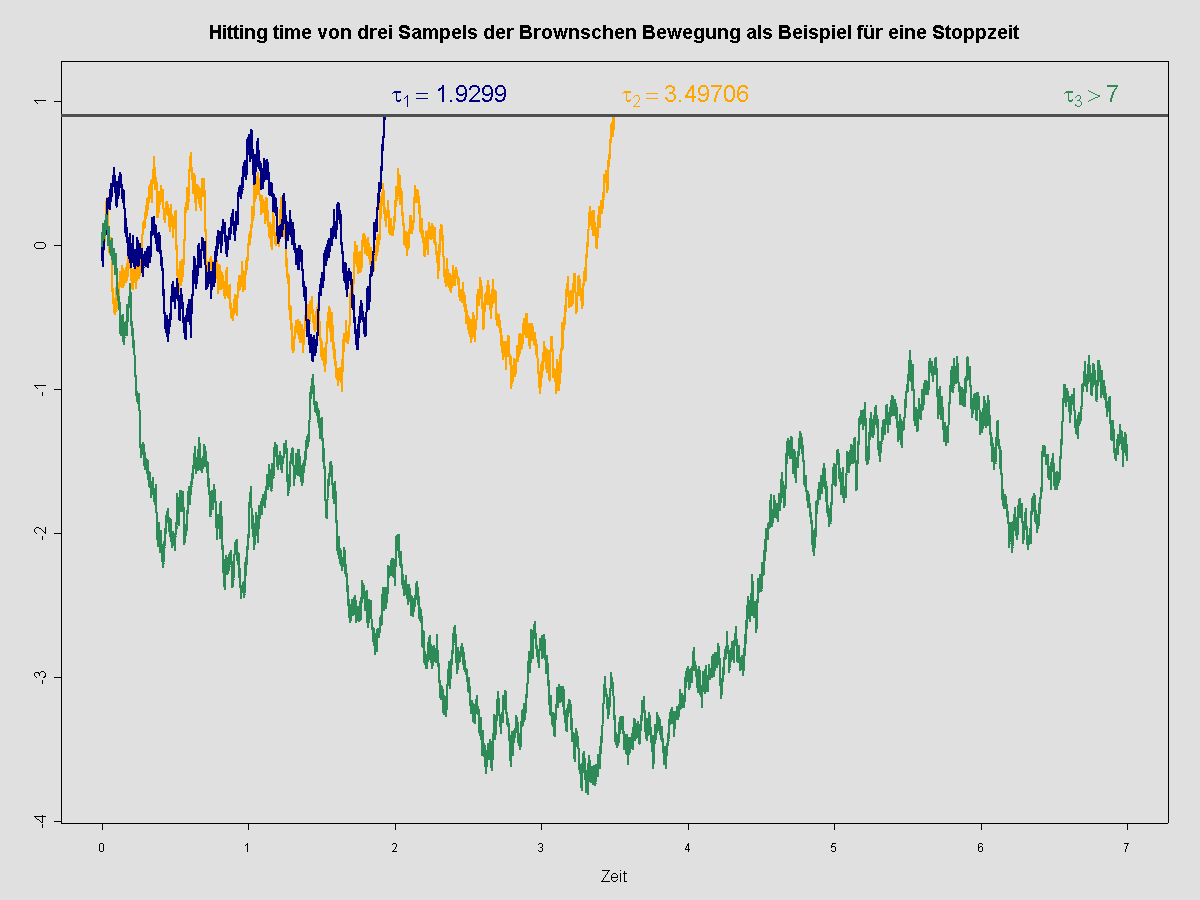
布朗运动过程的三个路径，接触到上限则结束

击中时也称为命中时、首中时，是数学中随机过程研究裡出现的一个概念，表示一个随机过程首次接触到状态空间的某个子集的时间。在特定的例子中，也会被称为离时（脱离时间）或回时（首次回归时间）。

## 定义
设{\displaystyle T}是一个有序的指标集，比如说是自然数的集合{\displaystyle \mathbb {N} }、非负实数集{\displaystyle \mathbb {R} ^{+}=[0,+\infty )}或者是这两者的子集。{\displaystyle T}中的一个元素{\displaystyle t\in T}可以被认为是一种记录时间的方式（离散或连续型）。给定一个概率空间{\displaystyle (\Omega ,{\mathcal {F}},\mathbb {P} )}，一个可测状态空间{\displaystyle S}，设{\displaystyle X:\,\,\Omega \times T\rightarrow S=\left(X_{t}\right)_{t\in T}}为一个随机过程，并设{\displaystyle A}为{\displaystyle S}中的一个可测子集。那么，随机过程{\displaystyle \left(X_{t}\right)_{t\in T}}首次接触子集{\displaystyle A}的击中时定义为以下的随机变量:155：
{\displaystyle \tau _{A}\Omega \longrightarrow {\overline {T}}}
{\displaystyle \tau _{A}(\omega ):=\,\,\inf\{t\in T\,|\,X_{t}(\omega )\in A\}.}
同样，可以定义{\displaystyle \left(X_{t}\right)_{t\in T}}首次离开子集{\displaystyle A}的离时： 
{\displaystyle \epsilon _{A}(\omega ):=\,\,\inf\{t\in T\,|\,X_{t}(\omega )\notin A\}=\,\inf\{t\in T\,|\,X_{t}(\omega )\in A^{c}\}=\tau _{A^{c}}.}
可以看出离时实际上也是击中时的一种，表示首次接触到要研究的子集的补集的时间。很多时候，离时也会记为{\displaystyle \tau _{A}}，和击中时一样。
另外一种击中时是 {\displaystyle \left(X_{t}\right)_{t\in T}}后首次回到出发点{\displaystyle \{X_{0}(\omega )\}}的击中时，称为回时或首次回归时间： 
{\displaystyle \tau _{0}(\omega ):=\,\,\inf\{t\in T\,|\,X_{t}(\omega )=X_{0}(\omega )\}.}

## 例子
- 设{\displaystyle \left(W_{t}\right)_{t\in \mathbb {R} ^{+}}}为{\displaystyle \mathbb {R} }上标准的布朗运动过程，则对于任意（实数的）波莱尔可测子集{\displaystyle A}，都可以定义首次接触{\displaystyle A}的击中时{\displaystyle \tau _{A}^{W}}，并且可以证明这样定义的击中时{\displaystyle \tau _{A}^{W}}都是停时。

- 如果定义标准布朗运动{\displaystyle \left(W_{t}\right)_{t\in \mathbb {R} ^{+}}}首次离开区间{\displaystyle A_{r}=(-r,r)}的离时为{\displaystyle \epsilon _{r}^{W}=\tau _{A_{r}^{c}}^{W}}，那么这个离时也是停时，它的数学期望是：{\displaystyle \mathbb {E} (\epsilon _{r}^{W})=r^{2}}，方差是{\displaystyle \operatorname {Var} (\epsilon _{r}^{W})={\frac {2}{3}}r^{4}.}

## 首发定理
对于给定的概率空间，随机过程首次进入状态空间中的一个可测子集{\displaystyle F}的击中时也称为{\displaystyle F}的首发时间（début）。首发定理说明，如果随机过程是循序可测的，那么可测子集的首发时间一定是停时。循序可测过程包括所有的左连续适应过程和右连续适应过程。首发定理的证明用到了解析集的性质。首发定理需要概率空间是完全概率空间。
首发定理的逆定理指出，所有定义在某个实数时间轴的滤波上的停时，都能表示为某个状态空间子集的击中时。特别地，存在一个适应的不增随机过程，其路径几乎总是左极限右连续，并且取值为0或1，使得子集{\displaystyle \{0\}}的击中时就是对应的停时。 